# (35879) 1999 JA76
1999 JA76 (asteroide 35879) é um asteroide da cintura principal. Possui uma excentricidade de 0.19373150 e uma inclinação de 7.97328º.
Este asteroide foi descoberto no dia 10 de maio de 1999 por LINEAR em Socorro.